# Riihimäki Cocks
Riihimäki Cocks ist ein Handballverein aus der finnischen Stadt Riihimäki. Die erste Mannschaft spielt in der ersten finnischen Liga sowie in der länderübergreifende Baltic Handball League.

## Erfolge
Meisterschaften  – 13
- 2007, 2008, 2009, 2010, 2013, 2014, 2015, 2016, 2017, 2018, 2019, 2021, 2025

Pokalsiege – 11
- 2007, 2008, 2010, 2011, 2013, 2014, 2015, 2016, 2017, 2018, 2023

International – 4
- Baltic Handball Liga (4)
- 2016, 2017, 2018, 2019

## Trainer
Trainiert wird die Mannschaft seit 2022 vom Franzosen Christophe Viennet. Zuvor waren unter anderem ab April 2022 der Däne Lasse Boesen und von 2016 bis 2020 der Litauer Gintaras Savukynas Trainer.